# The Central Park Concert
The Central Park Concert – koncertowy album zespołu Dave Matthews Band. Materiał na płytę nagrany został 24 września 2003 w nowojorskim Central Parku w obecności tłumu około 120 tysięcy widzów, co stanowi największą widownię tego zespołu na jednym koncercie. Bilety na darmowy koncert zostały rozdane wśród członków Warehouse Fan Association i chociaż wstęp był darmowy, to zbierano podczas niego pieniądze na nowojorskie szkoły państwowe.
W dwóch utworach na gitarze elektrycznej zagrał tu Warren Haynes z zespołu Gov't Mule. Koncert był transmitowany na żywo w internecie za pośrednictwem America Online.

## Lista utworów
Dysk I
1. "Don't Drink the Water" — 10:09
2. "So Much to Say" » — 4:14
3. "Anyone Seen the Bridge?" » "Too Much" — 6:41
4. "Granny" — 4:32
5. "Crush" — 11:19
6. "When The World Ends" — 3:54

Dysk II
1. "Dancing Nancies" » — 9:47
2. "Warehouse" — 9:40
3. "Ants Marching" — 5:51
4. "Rhyme and Reason" — 5:36
5. "Two Step" — 18:56
6. "Help Myself" — 5:23

Dysk III
1. "Cortez the Killer" (Young) — 10:52
  - z udziałem Warrena Haynesa na gitarze i wokalu.
2. "Jimi Thing" — 16:39
  - z udziałem Warrena Haynesa na gitarze
3. "What Would You Say" — 5:27
4. "Where Are You Going" — 3:53
5. "All Along The Watchtower" (Dylan) — 12:59
  - zawiera we wstępie hymn amerykański zagrany na gitarze basowej przez Stefana Lessarda
6. "Grey Street" — 4:58
7. "What You Are" — 6:40
8. "Stay (Wasting Time)" — 6:59

Ekipa
- Carter Beauford — perkusja, bębny, chórki
- Stefan Lessard — bas
- Dave Matthews — gitara, śpiew
- LeRoi Moore — saksofony, chórki
- Boyd Tinsley — skrzypce, chórki

Goście:
- Butch Taylor — organy
- Warren Haynes — gitara, śpiew